# Meriania glabra
Meriania glabra är en tvåhjärtbladig växtart som först beskrevs av Dc., och fick sitt nu gällande namn av José Jéronimo Triana. Meriania glabra ingår i släktet Meriania och familjen Melastomataceae. Inga underarter finns listade i Catalogue of Life.